# Kapuzinerkloster von Sarrià

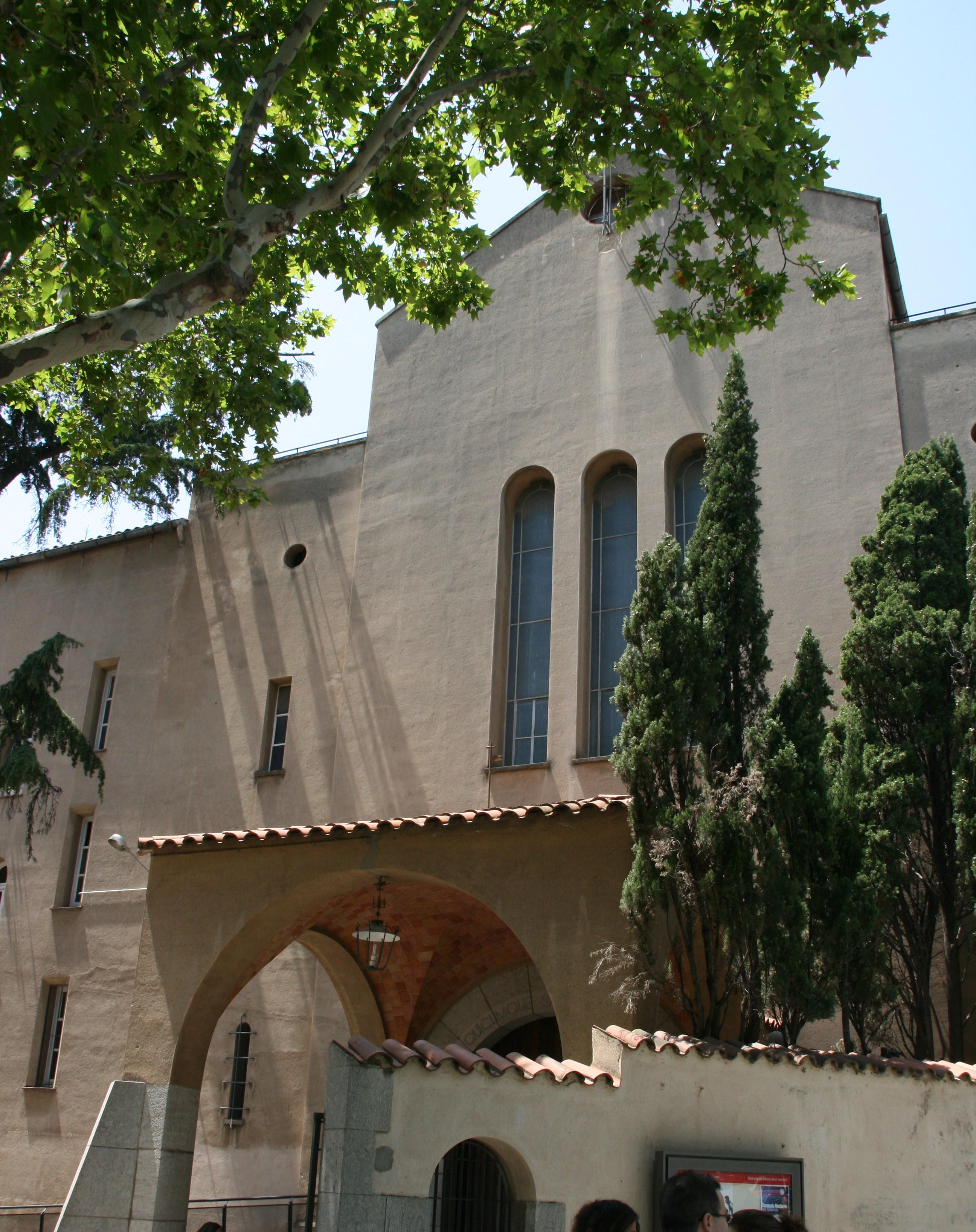
Gebäudefront der Kirche der Kapuziner von Sarrià

Das Kapuzinerkloster von Sarrià ist ein Konvent der Kapuziner, der in Sarrià, heute Stadtteil von Barcelona, 1578 nach einer Anforderung des Consell de Cent (ehemaliger Stadtregierung von Barcelona) und gegen den Willen des Königs Philipp II. gegründet wurde.

## Geschichte

### Anfänge

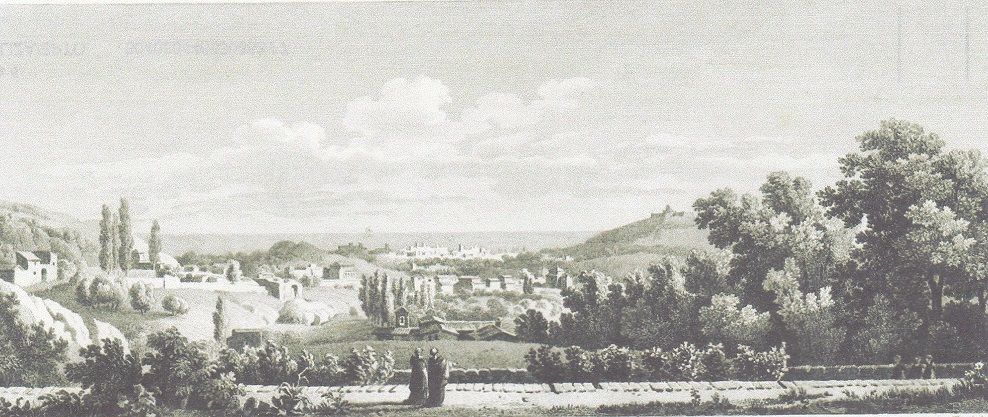
Aussicht von Barcelona aus dem Kloster der Kapuziner in der Wüste von Sarrià

Nach einer Anforderung des Consell de Cent kamen im 16. Jahrhundert einige Kapuziner aus Italien nach Barcelona. Der Orden war zu Beginn des Jahrhunderts als Reformbewegung aus dem Franziskanerorden hervorgegangen. Die Brüder wohnten vorläufig an der Kapelle von Santa Madrona in der Nähe von Montjuïc. Wenig später wechselten sie nach Sant Gervasi de Cassoles, aber noch im selben Jahr zogen sie in die Wüste von Sarrià („Wüste“ meint hier einen unbewohnten Platz). Dort gab es eine Kapelle der heiligen Eulalia, die im 15. Jahrhundert gebaut wurde. Das war laut Überlieferung der Geburtsort dieser Märtyrerin aus Barcelona. So überließ man den Kapuzinern 1578 diesen Ort, so dass sie ein Kloster aufbauen konnten, das erste Kapuzinerkloster auf der iberischen Halbinsel. Es koexistierte mit dem Kloster von Montcalvari, das auch außerhalb der Mauern von Barcelona gegründet worden war. Während der Belagerung von Barcelona im spanischen Erbfolgekrieg im Jahre 1714 wurde das Kloster durch die Armee besetzt. Die Kapuziner konnten aber bleiben und ihre religiösen Pflichten erfüllen, da das Kloster geschont wurde.
1835 wurde das Kloster im Zuge der Desamortisation von Mendizábal enteignet und aufgelöst. Das Land erwarb der Italiener Enrico Sisley. Die Übereignung war rechtlich fragwürdig.

### Wiederherstellung
Nach einigen Jahren schenkte die Familie Ponsich aus Sarrià den Kapuzinern das jetzige Land des Klosters, wo man 1887 begann, das neue Kloster zu bauen. Ab 1900 wurde es der Sitz der Provinzkurie und Studienzentrum. Es wurde auch Kulturzentrum, das sehr oft von wichtigen Intellektuellen des frühen 20. Jahrhunderts in Katalonien besucht wurde. U.a. hatten eine ständige Beziehung mit dem Kloster: Josep Carner, Carles Riba, Jaume Bofill, Francesc Pujols und Francesc Cambó. Das Kloster war auch ein wichtiges Zentrum von biblischen Studien mit bedeutenden Experten wie Antoni M. de Barcelona oder Marc de Castellví. Miquel d’Esplugues war Präsident der katalanischen Bibelstiftung. Diese Stiftung übersetzte die Urtexte der Bibel ins Katalanische. Diese Übersetzung entstand fast gleichzeitig mit der anderen Übersetzung ins Katalanische, die von den Mönchen von Montserrat und unter der Leitung von Bonaventura Ubach erarbeitet wurde. Diese Tradition von biblischen Studien wurde weitergeführt, sodass ihr auch heutige Fachleute zugerechnet werden, darunter Frederic Raurell, Enric Cortès oder Jordi Cervera.
Miquel d’Esplugues gründete 1907 die Zeitschrift Estudios Franciscanos. Er war auch der erste Schriftleiter. Diese Zeitschrift wird bis heute aufgelegt, unterbrochen nur während einiger Jahre im spanischen Bürgerkrieg. Bruder Miquel d’Esplugues gründete 1925 Criterion, die erste katalanische Zeitschrift über Philosophie (1925–1936).

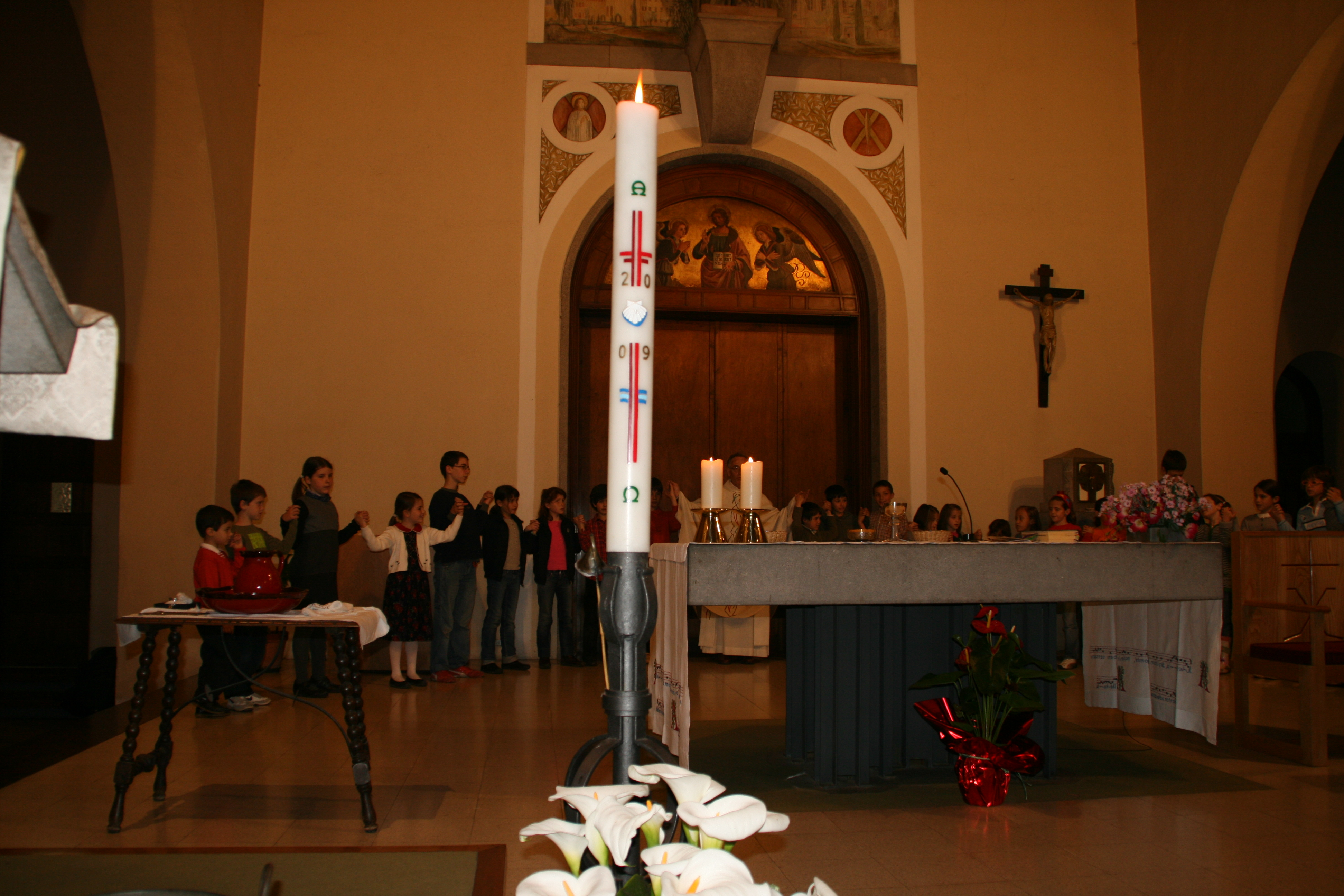
Inneres der Kapuzinerkirche von Sarrià

1936 wurde das Kloster durch die Milizen der Anarchisten verbrannt und geplündert, aber die Nachbarn halfen, einen Teil der Bibliothek zu retten. 1939 begann der Prozess der Wiederherstellung des Klosters unter der Leitung des Architekten Pere Benavent. Die Zeitschrift Estudios Franciscanos wurde ab 1948 wieder verlegt. Der neue Schriftleiter war Basili de Rubí. Criterion wurde wieder ab 1959 veröffentlicht, aber sie war jetzt nur eine Sammlung von philosophischen und religiösen Themen. Basili de Rubí war auch ihr neuer Direktor. Während einer kurzen Zeit war der Direktor Àlvar Maduell. Die Sammlung sollte im Prinzip eine Zeitschrift werden, aber die Gesetze des franquistischen Ministers Manuel Fraga Iribarne erlaubten das nicht, und die Zeitschrift wurde 1969 verboten.
In den 1950er Jahren gründete Basili de Rubí die Gesellschaft Franciscalia. Sie war eine Gesellschaft zur Förderung von Spiritualität und Kultur. Viele Laien arbeiteten damit zusammen, so Roc Llorens, Josep Maria Piñol, Jordi Maragall oder Tomás Carreras Artau.
1966 fand ein Zusammentreffen von Studenten im Kloster statt, die Caputxinada. Damals wurde der Sindicat Democràtic d'Estudiants de la Universitat de Barcelona (SDEUB, Demokratische Vereinigung von Studenten der Universität Barcelona) gegründet. Die Polizei soll das Kloster drei Tage umzingelt haben. Diese Tatsache verursachte viel Sympathie in Spanien und international.
Unter dem Altar einer Kapelle in einer Urne befinden sich die sterblichen Überreste von neun Märtyrern der Kapuziner von Sarrià vom Anfang der spanischen Bürgerkriegs. Insgesamt wurden sechsundzwanzig Kapuziner ermordet. Die sterblichen Überreste der anderen siebzehn Märtyrer sind noch nicht gefunden worden. Diese Märtyrer wurden am 21. November 2015 in der Kathedrale von Barcelona seliggesprochen.
Heute ist das Kloster von Sarrià der Sitz des ethnographischen Museums der Missionen, der Hispano-kapuzinischen Bibliothek und des Provinzarchivs der Kapuziner von Katalonien und Balearen. U.a. 2006 verlieh ihm die Stadt Barcelona die Ehrenmedaille von Barcelona.

## Kapuziner von Bedeutung

### Missionare
- Josep Busquets i Quintana
- Camil Plàcid Crous i Salichs
- Maties Solà i Farell
- Francesc Xavier Vilà i Mateu

### Philosophen
- Miquel d’Esplugues
- Jordi Llimona i Barret

### Historiker
- Basili de Rubí
- Nolasc del Molar
- Martí de Barcelona
- Valentí Serra de Manresa

### Theologen
- Joan Botam
- Esteve Blanch i Busquets

### Exegeten
- Antoni Maria de Barcelona.
- Marc de Castellví.
- Frederic Raurell.
- Enric Cortès.
- Jordi Cervera.

## Veröffentlichungen
- Estudios Franciscanos (Franziskanische Studien). Es ist eine Zeitschrift über kirchliche und franziskanische Studien, die von Miquel d’Esplugues 1907 begründet wurde. Sie wurde 1936 eingestellt und ab 1948 wieder herausgegeben. Heute ist sie die wissenschaftliche Zeitschrift der Kapuzinerprovinzen Spaniens und Portugals.
- Catalunya Franciscana (Franziskanisches Katalonien). Sie wurde 1926 begründet und steht in Verbindung mit dem Ordo Franciscanus Saecularis. Der heutige Direktor ist Josep Manuel Vallejo.

## Bibliographie
- Barraquer Roviralta, Cayetano. Las casas de los religiosos en Cataluña, durante el primer tercio del siglo XIX. Barcelona. Imp. Altés. 1906 (2 Bände). (auf Spanisch)
- Barraquer Roviralta, Cayetano. Los religiosos en Cataluña durante la primera mitad del siglo XIX. Barcelona. Imp. Altés. 1915–1917 (4 Bände). (auf Spanisch)
- Basili de Rubí. Un segle de vida caputxina a Catalunya (1564-1664). Aproximació històrico-bibliogràfica. Barcelona, Caputxins de Sarrià, 1978. (auf Katalanisch)
- Basili de Rubí. Els caputxins a la Barcelona del segle XVIII. Aproximació històrico-bibliogràfica. Barcelona, Caputxins de Sarrià, 1984. (auf Katalanisch)
- Martí i Martí, C. J. Estadística de la Província de Frares Menors Caputxins de Catalunya. 1900–1975. Barcelona. Cúria Provincial. 1975. (auf Katalanisch)
- Serra de Manresa, Valentí. Els framenors caputxins a la Catalunya del segle XIX. Represa conventual, exclaustracions i restauració (1814-1900). Facultat de Teologia de Catalunya, Barcelona 1998. (auf Katalanisch)
- Serra de Manresa, Valentí. La Província de framenors caputxins de Catalunya: de la restauració provincial a l’esclat de la guerra civil (1900-1936). Facultat de Teologia de Catalunya, Barcelona 2000. (auf Katalanisch)
- Serra de Manresa, Valentí. El Terç Orde dels Caputxins. Aportacions del laïcat franciscà a la història contemporània de Catalunya (1883-1957). Facultat de Teologia de Catalunya. Barcelona. 2004. (auf Katalanisch)
- Serra de Manresa, Valentí. Els frares caputxins de Catalunya: de la Segona República a la postguerra, 1931-1942. Facultat de Teologia de Catalunya. Barcelona. 2014. (auf Katalanisch)